# Ochthebius pusillus
Ochthebius pusillus är en skalbaggsart som beskrevs av Stephens 1835. Ochthebius pusillus ingår i släktet Ochthebius och familjen vattenbrynsbaggar. Arten har ej påträffats i Sverige. Inga underarter finns listade i Catalogue of Life.